# 勒萨佩
勒萨佩（法語：Le Sappey，法語發音：[lə sapɛ]）是法国上萨瓦省的一个市镇，属于圣于连昂热讷瓦区。

## 地理
勒萨佩（46°5'19"N, 6°9'57"E）面积13.72 平方千米，位于法国奥弗涅-罗讷-阿尔卑斯大区上萨瓦省，该省份为法国东部省份，历史上为薩伏依的一部分，北与瑞士接壤，西接安省，南至萨瓦省，东与瑞士和意大利接壤。
与勒萨佩接壤的市镇（或旧市镇、城区）包括：阿尔比西尼、阿尔尚、博蒙、普雷西伊。

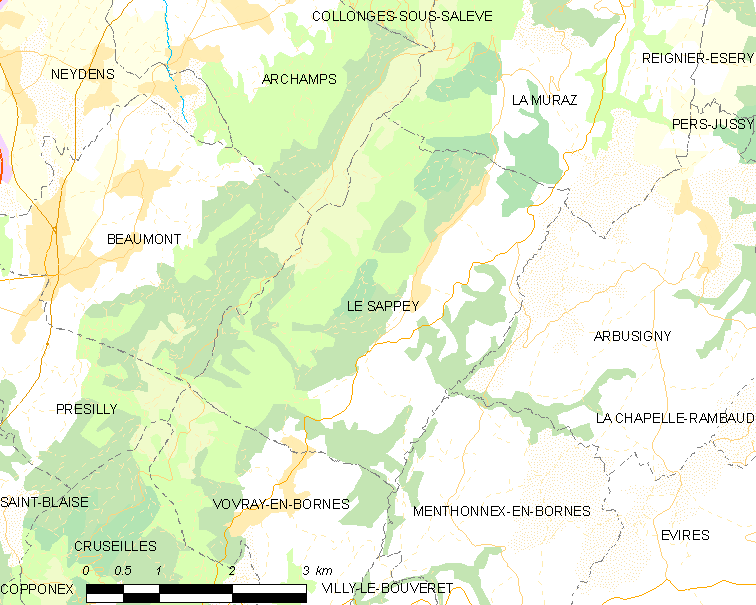
勒萨佩的OSM定位图

勒萨佩的时区为UTC+01:00、UTC+02:00（夏令时）。

## 行政
勒萨佩的邮政编码为74350，INSEE市镇编码为74259。

## 政治
勒萨佩所属的省级选区为福龙河畔拉罗什县。

## 人口

1962-2008年间勒萨佩人口变化图示

勒萨佩于2022年1月1日时的人口数量为463人。